# P9 (álbum)
P9 é álbum único da boy band pop P9, lançado em 1 de julho de 2013 pela Sony Music Entertainment. O álbum foi precedido pelo lançamento de dois singles, "My Favorite Girl" e "Love You in Those Jeans". A primeira foi selecionada como carro-chefe do álbum e alcançou a posição #40 na parada Brasil Hot 100 Airplay. O segundo single, alcançou a posição de pico de #75 na mesma parada. Eles alcançaram ainda maior notoriedade com a entrada das canções em trilhas sonoras de novelas da Rede Globo, denominadas de novela das oito. "Just the Two of Us" foi selecionada como terceiro single do álbum em 30 de janeiro de 2014 e fez parte da trilha sonora brasileira do filme The Amazing Spider-Man 2.
Para a divulgação do trabalho foi realizado uma turnê pelo Brasil em setembro de 2013.

## Antecedentes e desenvolvimento
A banda formada pelo manager internacional Jason Herbert e produzido por Venus Brow em 2012 comentou que a banda apesar de ter o foco no Brasil eles são assinados como artistas internacionais pela gravadora. Ainda comparam o som a uma boy band internacional bem sucedida já que possuem o mesmo estilo deste tipo de banda, batidas "melódicas" e letras simples.
Em abril de 2013, trechos de um minuto e meio de seis músicas do álbum foram disponibilizados no SoundCloud da banda e um mini-documentário em inglês com legendas em português foi adicionado no Youtube. Nele, os cantores da banda mostram a trajetória do grupo e a produção do álbum de estreia. Logo após a divulgação destes, eles fizeram em sua página do Facebook um sorteio em que os cento e cinquenta primeiros usuários a curtirem a página iriam a um pocket show (uma apresentação de pequena duração) de quarenta minutos no Rio de Janeiro.
A banda trabalharam na gravação do álbum em quatro semanas, e ainda segundo a P9, gravavam em média dezesseis horas por dia. Faltando uma música para finalizar o álbum, "Sinta Vibe" foi composta por todos os integrantes da banda, com a batida pronta a canção foi composta em trinta minutos. Segundo eles, as letras das músicas vem dos momentos que estão sentido no momento e sempre compõem nas horas vagas.
A arte do álbum e as faixas das músicas da edição padrão do álbum foram revelados em 18 de junho de 2013 na pré-venda do álbum no iTunes.

## Gravação
Venus Brow produtor principal do álbum acabou escolhendo os E.U.A. para a gravação do CD que segundo ele tem mais qualidade de estúdio. O álbum foi gravado em Nova Iorque, Estados Unidos em fevereiro de 2013. Carlinhos Brown faz parte da percussão do disco.

## Singles
"My Favorite Girl" foi lançado primeiramente como single promocional do álbum para a trilha sonora da telenovela Salve Jorge, o que acabou alavancando o sucesso da banda. Após, foi lançado como single oficial em 11 de março de 2013. A canção alcançou a posição #32 na parada Brasil Hot Pop & Popular e #40 na Brasil Hot 100 Airplay. O videoclipe foi lançado em 26 de maio de 2013 no canal oficial da banda no Vevo. Em um menos de vinte e quatro horas o clipe alcançou o recorde neste período para uma banda brasileira que era da cantora Paula Fernandes com a música "Eu Sem Você".
"Love You in Those Jeans" foi selecionado como segundo single oficial em 18 de junho de 2013 com o lançamento de um vídeo lírico contendo imagens animadas. O videoclipe foi gravado na Fábrica da Bheringi no Rio de Janeiro e não tem data de lançamento.
"Just the Two of Us" mais tarde foi selecionado como terceiro single do álbum 30 de janeiro de 2014. A música também fez parte da trilha sonora brasileira do filme The Amazing Spider-Man 2.

## Promoção

### Apresentações ao vivo
A primeira aparição da banda na televisão foi no programa Caldeirão do Huck da Rede Globo em 25 de maio de 2013. Em 7 de julho de 2013 eles apresentaram pela segunda vez na TV no programa TV Xuxa também da Rede Globo. Um dia após ocorreu um hangout no Google+ em que eles cantaram todas as músicas do álbum por um minuto e comentaram sobre as faixas. Em 3 de julho de 2013 ocorreram as gravações do programa Legendários que será exibido no dia 13 do mesmo mês.

### Tour
Para promover o disco, a banda inciou a P9 Tour na cidade do Rio de Janeiro no dia 8 de setembro de 2013.

## Recepção

### Recepção crítica
| Críticas profissionais | Críticas profissionais |
| Avaliações da crítica  | Avaliações da crítica  |
| Fonte                  | Avaliação              |
| ---------------------- | ---------------------- |
| Gazeta do Povo         | (positivo)             |

Marcelo Furtado do Gazeta do Povo, comentou que a segunda faixa do álbum, "Just the Two of Us", também cairia bem se fosse cantada pelo The Wanted. Ainda, foram escolhidas apenas duas canções em português para agradar o mercado nacional, já que a banda também pretende atingir o mercado internacional. Ele também disse que a banda possui várias comparações a outras boy bands mundias e que o disco não traz tanta novidade, mas por conta do carisma da banda eles podem obter o sucesso.

## Faixas
| CD             |                                                             |                                                                                 |                        |         |  |
| N.º            | Título                                                      | Compositor(es)                                                                  | Produtor(es)           | Duração |  |
| 1.             | "My Favorite Girl"                                          | Venus Brown, Keithin "J Mizzle" Pittman                                         | Venus Brown, Timbaland | 3:29    |  |
| 2.             | "Just the Two of Us"                                        | Terence Coles, Gary Spriggs, Sean Richard Marshall, Brown                       |                        | 4:15    |  |
| 3.             | "Love You in Those Jeans"                                   | Brown, O. Williams, P. Pigliapoco, A. Shishegar                                 |                        | 4:09    |  |
| 4.             | "Live Out Loud"                                             | Brown, Pittman                                                                  |                        | 3:39    |  |
| 5.             | "Olhos Nus"                                                 | Igor Adamovich                                                                  |                        | 3:14    |  |
| 6.             | "Hurricane"                                                 | Brown, Pittman                                                                  |                        | 4:05    |  |
| 7.             | "Broken Angel"                                              | Brown, Pittman                                                                  |                        | 3:09    |  |
| 8.             | "All Torn Up" (com participação de María Gabriela de Faría) | Brown, Pigliapoco, Shishegar, Coles                                             |                        | 3:44    |  |
| 9.             | "New York Minute"                                           | Brown, Coles, D. Claxton                                                        |                        | 3:31    |  |
| 10.            | "Always with You"                                           | Brown, C. Trujillo, M. Rankin                                                   |                        | 3:48    |  |
| 11.            | "I'll Wait for You"                                         | Brown                                                                           |                        | 4:37    |  |
| 12.            | "Sinta a Vibe"                                              | Brown, B. Deener, Adamovich, Michael Band, Jonathan Couto, Guilherme dos Santos |                        | 4:04    |  |
| Duração total: | Duração total:                                              | Duração total:                                                                  | Duração total:         | 45:50   |  |

## Histórico de lançamento
| País        | Data               | Formato          | Gravadora                |
| ----------- | ------------------ | ---------------- | ------------------------ |
| Brasil      | 1 de julho de 2013 | Download digital | Sony Music Entertainment |
| Portugal    | 1 de julho de 2013 | Download digital | Sony Music Entertainment |
| Reino Unido | 8 de julho de 2013 | Download digital | Sony Music Entertainment |